# Буйничи
Бу́йничи (бел. Бу́йнічы) — агрогородок в составе Могилёвского района Могилёвской области Беларуси. Административный центр Буйничского сельсовета. Расположен в 3 километрах на юг от Могилёва на железнодорожной станции Буйничи на линии Могилёв — Жлобин. На восточной окраине течёт река Днепр.

## История

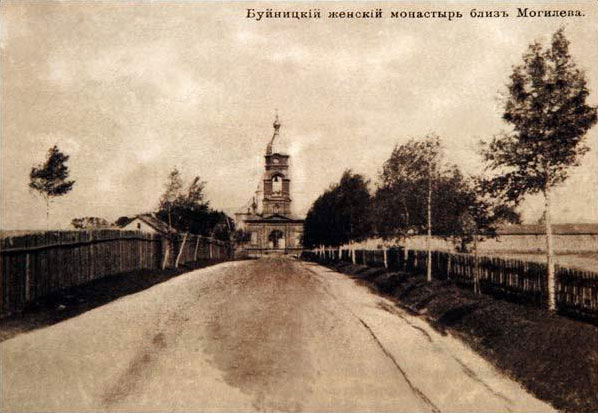
Монастырь в Буйничах в начале XX века, открытка

### Глубокая древность
На южной окраине Буйнич расположена стоянка эпохи мезолита (8—5 тысячелетие до н. э.), а в урочище Благодать городище раннего железного века зарубинецкой культуры.

### Великое княжество Литовское
Впервые Буйничи упоминаются в XV веке как центр крупного владения, которое принадлежало князьям Фёдору и Льву Толочковичам-Буйничским. В начале XVI века имение находилось во владении Киево-Печерского монастыря. В 1567 году упоминается как имение княза Михаила Масальского в Оршанском повете Великого княжества Литовского.

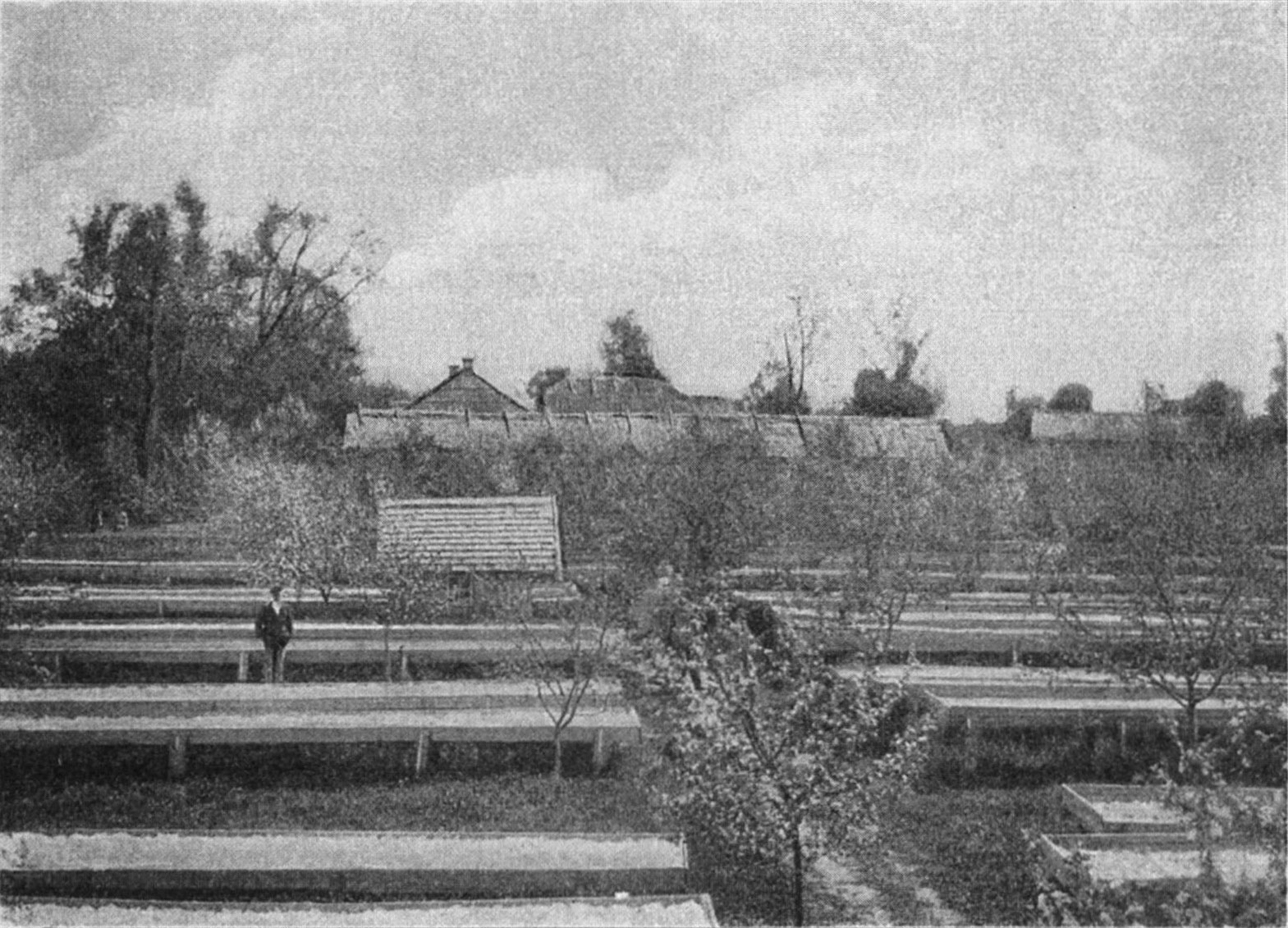
Беление воска под солнцем на свечном заводе, 1905 год

В декабре 1595 года буйничское поле стало местом победной битвы армии ВКЛ во главе со старостой речицким М. Буйвидом над казаками во главе с Северином Наливайко.
В XVII—XVIII веках Буйничи были частновладельческим местечком в Оршанском повете, которое принадлежало Соломерецким, Статкевичам, князю и старосте жемайтскому А. Г. Палубинскому, князьям Сапегам. С 1633 года на юге от селения существовал монастырь Святого Духа, который основали Богдан Статкевич и его жена Елена Соломерецкая. За поддержку великого князя Яна II Казимира в оборонительной войне против Русского царства 1654—1667 годов буйничские монахи получили привилегию на мельницу. При монастыре действовала типография. Спиридон Соболь издал здесь свой «Псалтирь» (ок. 1635 года).
Во время Северной войны в июле 1708 года около Буйнич располагался лагерь шведского войска во главе с Карлом XII (так называемая Карлова долина). Шведские солдаты ограбили монастырь, однако позже по приказу шведского короля иконы были возвращены, а два шведских солдата — повешены. На 1758 год в Буйничах 35 дворов, входили в состав Быховского графства. Рядом с местечком существовал фольварок, который сдавался в аренду.

### Российская империя
В результате первого раздела Речи Посполитой (1772 год) Буйничи оказались в составе Российской империи. Российская императрица Екатерина II передала часть местечка белорусскому наместнику генерал-аншефу П. Б. Пасеку. В 1878 году фольварок приобрёл М. Морочевский. Последней владелицей имения в начале XX века была Г. К. Радкевич.
В 1880 году в Буйничах было 64 двора, действовали 2 церкви, работали женская училище при монастыре и иудейская молитвенная школа. Также рядом существовал одноименный фольварок. В 1896 году в Буйничах открылась церковноприходская школа. По итогам переписи 1897 года в местечке был 81 двор, в имении — 5 дворов, работал завод сушки фруктов и овощей, в женском монастыре — 21 двор, действовали церковь и часовня, работал свечной завод. В 1909 году в местечке Буйничи был 81 двор, действовала церковь, работали церковноприходская и иудейская молитвенная школы, казённая винная лавка, в одноименном имении — 2 двора.

### Новейшее время

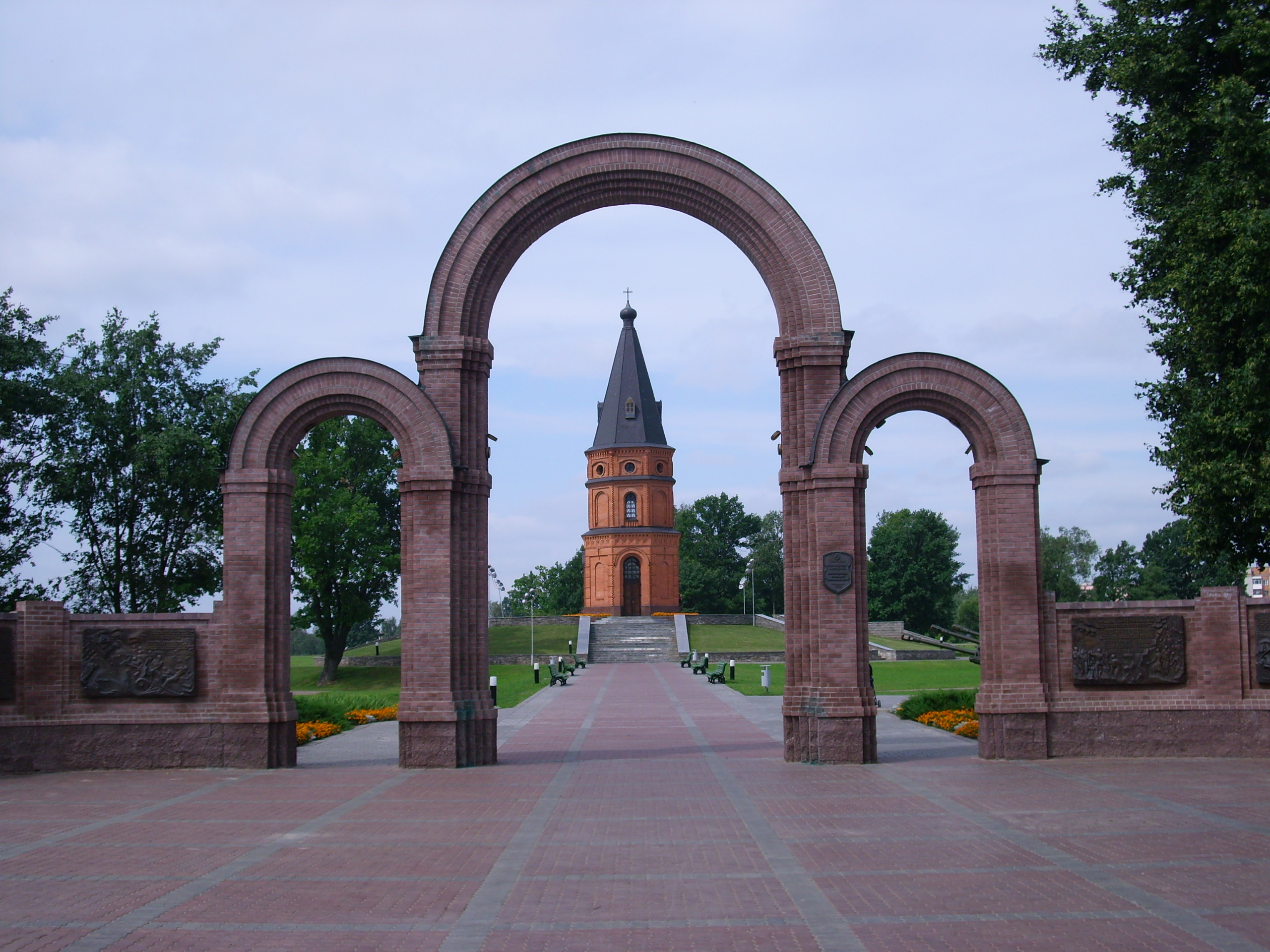
Мемориальный комплекс «Буйничское поле»

25 марта 1918 года согласно Третьей Уставной грамоте Буйничи были провозглашены частью Белорусской Народной Республики. 1 января 1919 года согласно постановлению І съезда КП(б) Белоруссии Буйничи вошли в состав Белорусской ССР, однако 16 января Москва забрало местечко вместе с другими белорусскими территориями в состав РСФСР, в 1924 году Буйничи вернули БССР. В начале 1920-х годов здесь существовало две деревни — Старые Буйничи и Новые Буйничи, в конце 1930-х годов объединены в одну деревню. В 1933 году проведено электричество. На 1940 год — 141 двор. В начале Великой Отечественной войны в 1941 году буйничское поле стало местом сражения во время обороны Могилёва.
В 1970 году в Буйничах было 272 двора, в 1995 году — 309 дворов, в 2007 году — 468 дворов. В Буйничах работают Дом культуры и библиотека, почта, средняя и музыкальная школы, агролесотехнический колледж (в 1944—1998 годах ПТУ) имени Кирилла Орловского. Колледжу принадлежит 860 га земли, из которых 80 га отведены под зоосад.
17 июля 2006 года центр сельсовета из деревни Тишовка был перенесён в Буйничи, а сам сельсовет переименован в Буйничский. 28 декабря 2010 года сельский населённый пункт, расположенный около железнодорожной станции Буйничи (назывался Станция Буйничи или Буйничи 2), упразднён и присоединён к деревне Буйничи, которая в свою очередь преобразована в агрогородок.

## Население

### Численность
- 2019 год — 4 211 жителей

### Динамика
- 1999 год — 1 209 жителей (перепись населения)
- 2007 год — 1 538 жителей[12]
- 2009 год — 1 596 / 4 015 жителей (перепись населения)Мемориальный знак Константину Симонову, установленный на Буйничском поле[13]

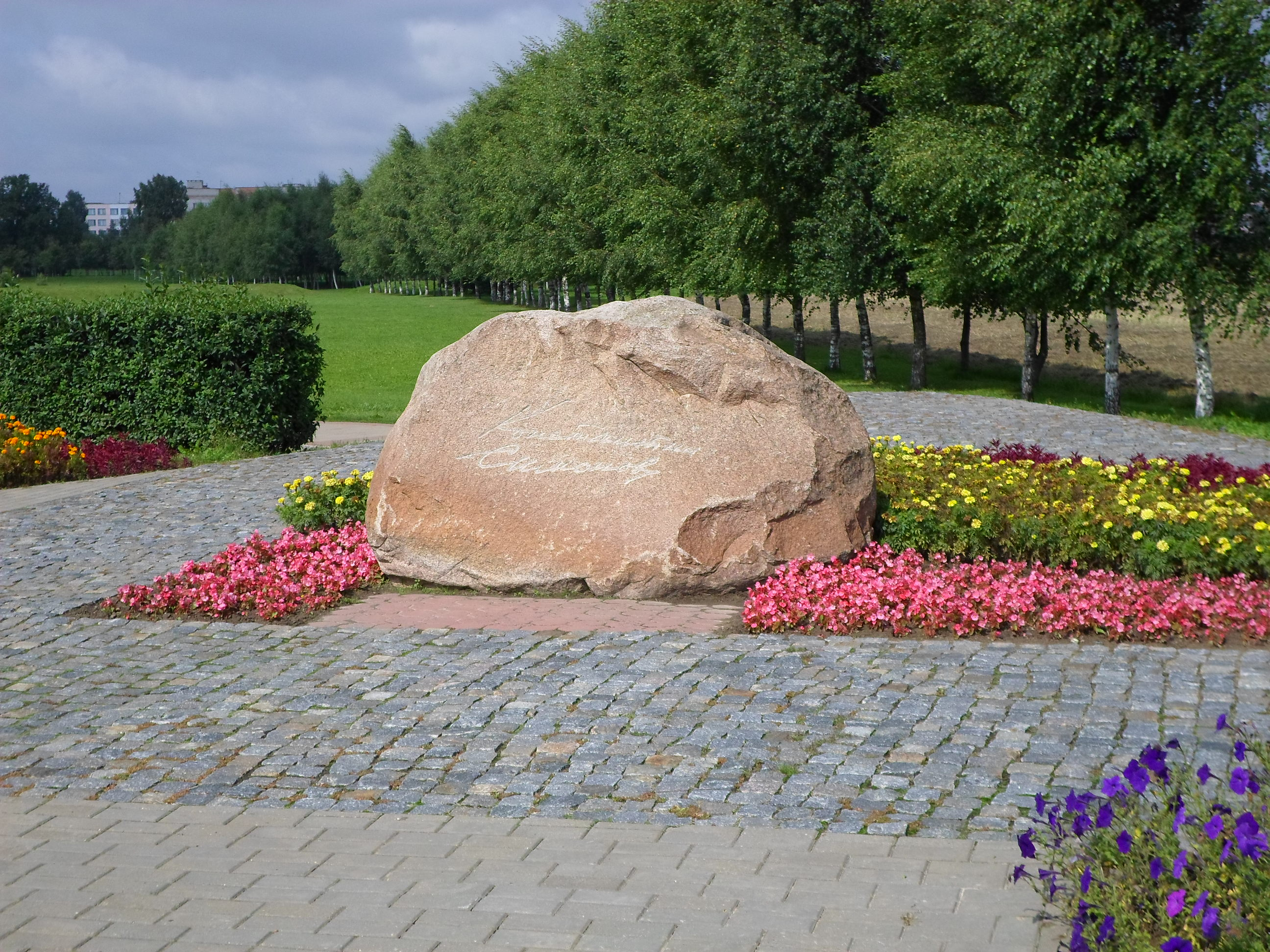
Мемориальный знак Константину Симонову, установленный на Буйничском поле

- 2019 год — 4 211 жителей (перепись населения)

## Достопримечательности

### Мемориальный комплекс «Буйничское поле»

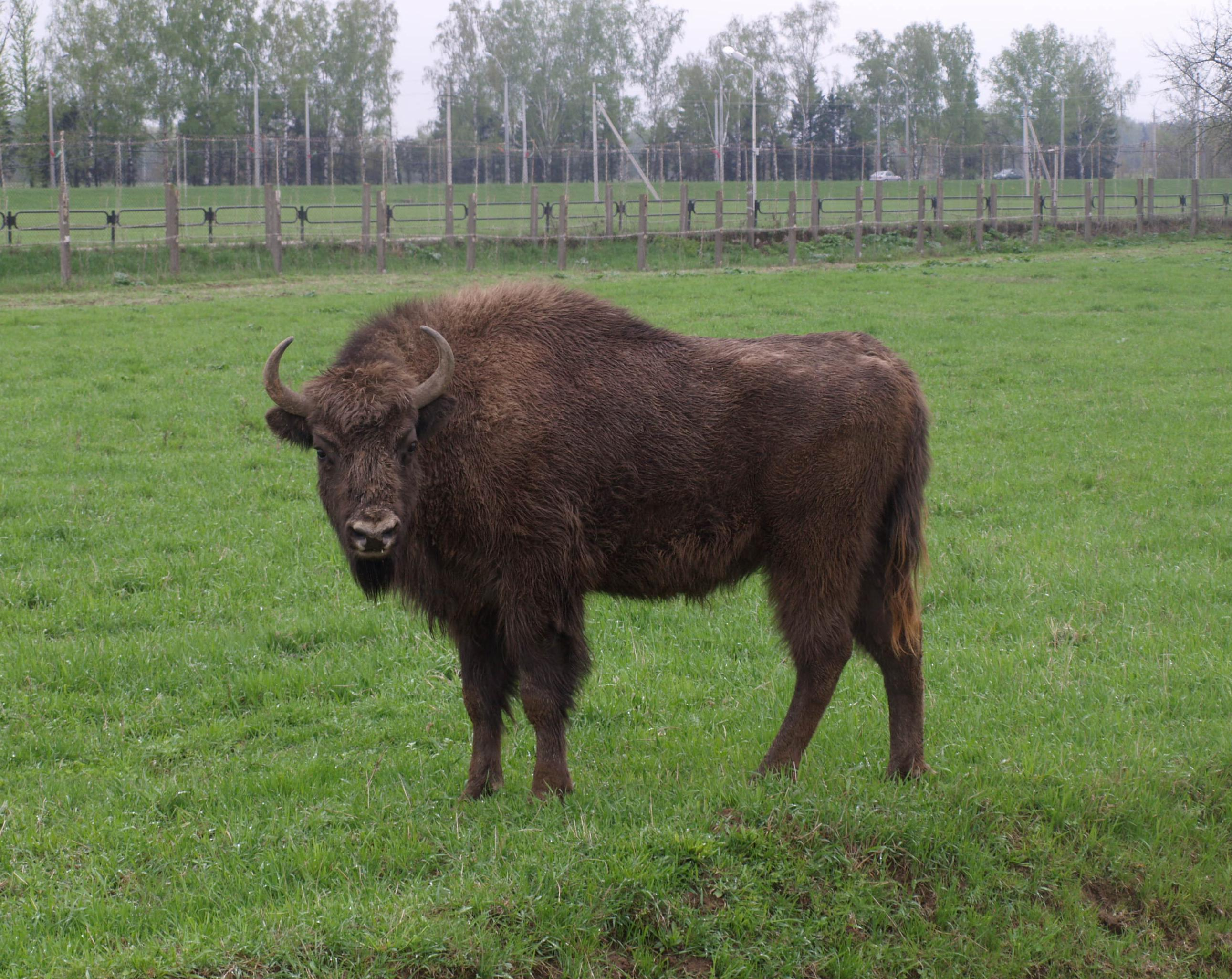
Зубр в Зоосаде

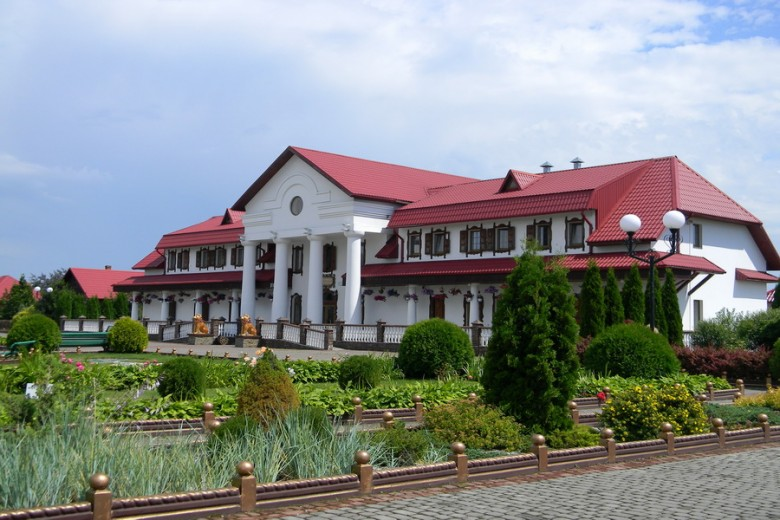
Этнографическая деревня

Около Буйничей в 1941 году во время обороны Могилёва проходили ожесточённые бои 172-й стрелковой дивизии (генерал-майор М. Т. Романов) 61-го стрелкового корпуса 13-й армии с немецкими войсками. 13—14 июля на Буйничском поле находились корреспондент газеты «Известия» писатель Константин Симонов. События на Буйничском поле нашли отражение в романе Симонова «Живые и мёртвые» и дневнике «Разные дни войны». Симонов завещал, чтобы после его смерти его прах был развеян здесь над буйничским полем, что и было исполнено.
Мемориальный комплекс защитникам Могилева «Буйничское поле» открыт в 1995 году и включает в себя арку входа, которая соединена аллеей с центральной композицией — 27 метровой красной часовней, построенной в стиле православной архитектуры. Автор проекта архитектор Владимир Чаленко. Стены часовни внутри облицованы светлым мрамором. На них размещены мемориальные доски с сотнями фамилий воинов и народных ополченцев, погибших при обороне Могилёва. В центре часовни — «Маятник Фуко». Под часовней находится склеп, предназначенный для торжественного перезахоронения останков погибших воинов, обнаруженных на полях боев в окрестностях Могилёва. Вокруг расположены образцы боевого вооружения и техники периода войны, рядом расположено Озеро слёз. Немного в стороне остатки противотанкового рва и памятный камень Константину Симонову.
5 июля 2025 года рядом с Буйничским полем открыт Музей Славы Могилёвщины.

### Зоосад и этнографическая деревня
В 2006 году при агролесотехническом колледже на 75 гектарах был открыт зоосад. Основную часть зоосада занимают просторные вольеры, в которых живут обитатели белорусских лесов — зубры, олени, кабаны, лоси, косули, волки, лисы, енотовидные собаки и др. Кроме того, в зоосаде обитают: уссурийский тигр, благородный олень, рысь и др. В 2009 году здесь открыта железная дорога, которая огибает по кругу вольер с зубрами.
Рядом с зоосадом расположена этнографическая белорусская деревня начала XX века. Здесь можно посетить дом кузнеца, гончара, ознакомиться с бытом белорусского народа. Есть кафе, гостиница и сувенирные лавки.

## Образование
В Буйничах расположен Могилёвский государственный профессиональный агролесотехнический колледж имени К. П. Орловского, который готовит трактористов-машинистов, слесарей, операторов животноводческих комплексов и механизированных ферм, водителей категории C, операторов машинного доения, лесников, егерей, продавцов.